# Miron Muslic
Miron Muslic (Bihać, 14 september 1982) is een Bosnisch-Oostenrijks voetbalcoach en voormalig voetballer. Hij is sinds juli 2025 de hoofdcoach van Schalke 04.

## Trainerscarrière

### Werken in de schaduw
Muslic werkte tijdens de eerste jaren van zijn trainerscarrière vooral in de schaduw. Met het tweede elftal van SV Ried kwam hij in het seizoen 2018/19 even uit in de Oberösterreich-Liga, het vierde niveau in het Oostenrijkse voetbal. Muslic was dat seizoen ook actief als assistent-trainer bij het eerste elftal. Na het ontslag van Thomas Weissenböck in november 2018 nam hij even over als interim-trainer, daarna diende hij ook onder de nieuwe trainer Gerald Baumgartner. Na afloop van het seizoen 2018/19 maakte Muslic geen deel meer uit van de trainerstaf van Baumgartner bij het eerste elftal.

### Hoofdtrainer in Oostenrijk
In de zomer van 2020 werd Muslic de nieuwe hoofdtrainer van de Oostenrijkse tweedeklasser Floridsdorfer AC. Muslic maakte indruk bij Florisdorfer en keerde na een halfjaar terug naar SV Ried, dat na het ontslag van Gerald Baumgartner op zoek was naar een nieuwe trainer. Muslic ging hierdoor een reeks hoger aan de slag, want Ried was in 2020 onder leiding van Baumgartner naar de Bundesliga gepromoveerd.
De terugkeer van Muslic draaide uit op een sisser: onder zijn leiding sprokkelde Ried slechts 3 op 30 in de competitie. In maart 2021 wierp Muslic zelf de handdoek in de ring.

### Cercle Brugge
In oktober 2021 streek Muslic neer bij de Belgische eersteklasser Cercle Brugge, waar hij de assistent van hoofdtrainer Yves Vanderhaeghe werd. Na het ontslag van Vanderhaeghe een maand later diende hij ook onder Dominik Thalhammer. Toen in september 2022 ook Thalhammer werd ontslagen, kreeg Muslic zijn kans als hoofdtrainer.
Onder leiding van Muslic eindigde Cercle Brugge in het seizoen 2022/23 achtste in de reguliere competitie, waardoor De Vereniging zich plaatste voor de Europe play-offs. Cercle Brugge sprokkelde daarin 11 op 18 en sprongen in de nacompetitie nog over Standard Luik en KVC Westerlo, die in de reguliere competitie respectievelijk zesde en zevende waren geëindigd.
In het seizoen 2023/24 deed Muslic nog beter door Cercle Brugge op de slotspeeldag van de reguliere competitie naar de Champions' Play-offs te loodsen, waarin het Europees voetbal afdwong voor het seizoen daarop.
Cercle draaide veel minder goed in het seizoen 2024/25. De Vereniging behaalde Europees behoorlijke resultaten in de Conference League, maar stond na 16 speeldagen in de Belgische competitie op de voorlaatste plek met slechts 15 punten. Na verlies tegen Beerschot, de laatste in de stand, kreeg Muslic begin december 2024 zijn ontslag.